# 單色蛇鰻
單色蛇鰻（学名：Ophichthus unicolor），為輻鰭魚綱鰻鱺目糯鰻亞目蛇鰻科的其中一種，分布於南非Algoa灣海域，體長可達30公分，棲息在沙泥底質海域，會將身體埋藏於沙泥中，屬肉食性，生活習性不明。
其种加词unicolor意为“单色的”。